# フェートン (軽巡洋艦)
|          |                                                              |
| 艦歴     |                                                              |
| 発注     |                                                              |
| 起工     | 1913年3月12日                                                |
| 進水     | 1914年10月21日                                               |
| 就役     | 1915年2月                                                    |
| 退役     |                                                              |
| その後   | 1923年1月16日にスクラップとして売却                          |
| 除籍     |                                                              |
| 性能諸元 |                                                              |
| 排水量   | 3,500トン                                                    |
| 全長     | 436 ft (133 m)                                               |
| 全幅     | 39 ft (12 m)                                                 |
| 吃水     | 13.5 ft (4.1 m)                                              |
| 機関     | パーソンズ式タービン ヤーロー缶8基、40,000 hp                |
| 最大速   | 28.5ノット (53 km/h)                                         |
| 乗員     | 318名                                                        |
| 兵装     | 6インチ砲3門 4インチ砲4門 3インチ砲2門 21インチ魚雷発射管8門 |

フェートン (HMS Phaeton) は、1914年進水のイギリス海軍の軽巡洋艦。アリシューザ級。

## 艦歴
1913年3月12日起工。1914年10月21日進水。1915年2月就役。
就役後、グランドフリートの第4軽巡洋艦戦隊に編入される。1915年2月から9月までダーダネルス海峡でガリポリ上陸作戦の支援に従事。本国に帰還後、第1軽巡洋艦戦隊に編入される。1916年5月4日、ツェッペリンL 7の撃墜に関与する。同年5月31日および6月1日、ユトランド沖海戦に参加。1918年8月、第7軽巡洋艦戦隊に編入される。
1923年1月16日にスクラップとして売却された。